# جان آلن هنسون
جان آلن هنسون (انگلیسی: John Henson؛ زادهٔ ۲۸ دسامبر ۱۹۹۰) بازیکن بسکتبال اهل ایالات متحده آمریکا است.
از باشگاه‌هایی که در آن بازی کرده‌است می‌توان به میلواکی باکس اشاره کرد.